# Prypeć (stacja kolejowa)
Prypeć (biał. Прыпяць, ros. Припять) – stacja kolejowa w lasach, w pobliżu miejscowości Stachów (7,1 km) oraz Koroby, w rejonie stolińskim, w obwodzie brzeskim, na Białorusi. Leży na linii Równe – Baranowicze – Wilno. Nazwa pochodzi od pobliskiej rzeki Prypeć.
Przed II wojną światową istniał w tym miejscu przystanek kolejowy o tej samej nazwie.